# الرحضي (الرجم)

تعديل مصدري - تعديل

الرحضي هي إحدى قرى عزلة البشاري بمديرية الرجم التابعة لمحافظة المحويت، بلغ تعداد سكانها 245 نسمة حسب تعداد اليمن لعام 2004.